# Sognefjord
El fiord de Sogn (també en noruec: Sognefjord o Sognefjorden) és el fiord més gran de Noruega i el segon del món després del fiord de Scoresby Sund a Groenlàndia. Situat a Sogn og Fjordane, a la Noruega Occidental, la seva boca és aproximadament 70 km al nord de Bergen, i s'estén 203 km cap a l'interior a la ciutat de Skjolden. La bellesa del fiord i la magnitud del seu paisatge l'han fet molt popular entre els turistes, que alimenten gran part de l'economia local. Part del fiord es troba al Parc Nacional de Jotunheimen.

## Geografia

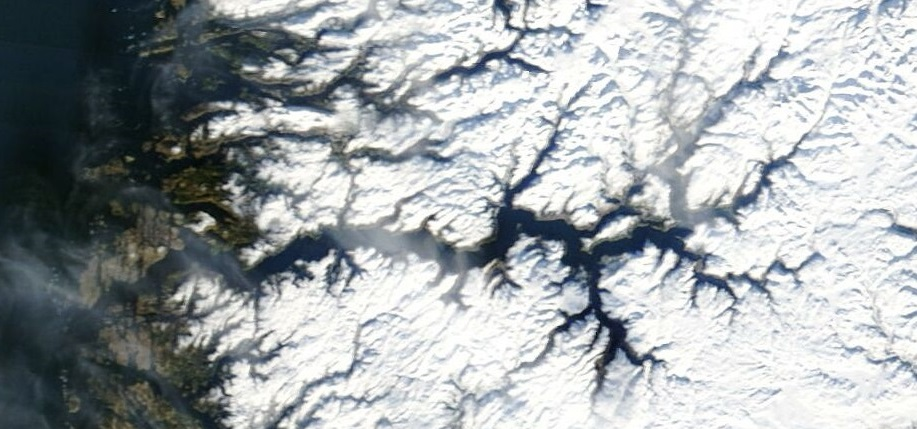
Vista aèria del fiord de Sogne.

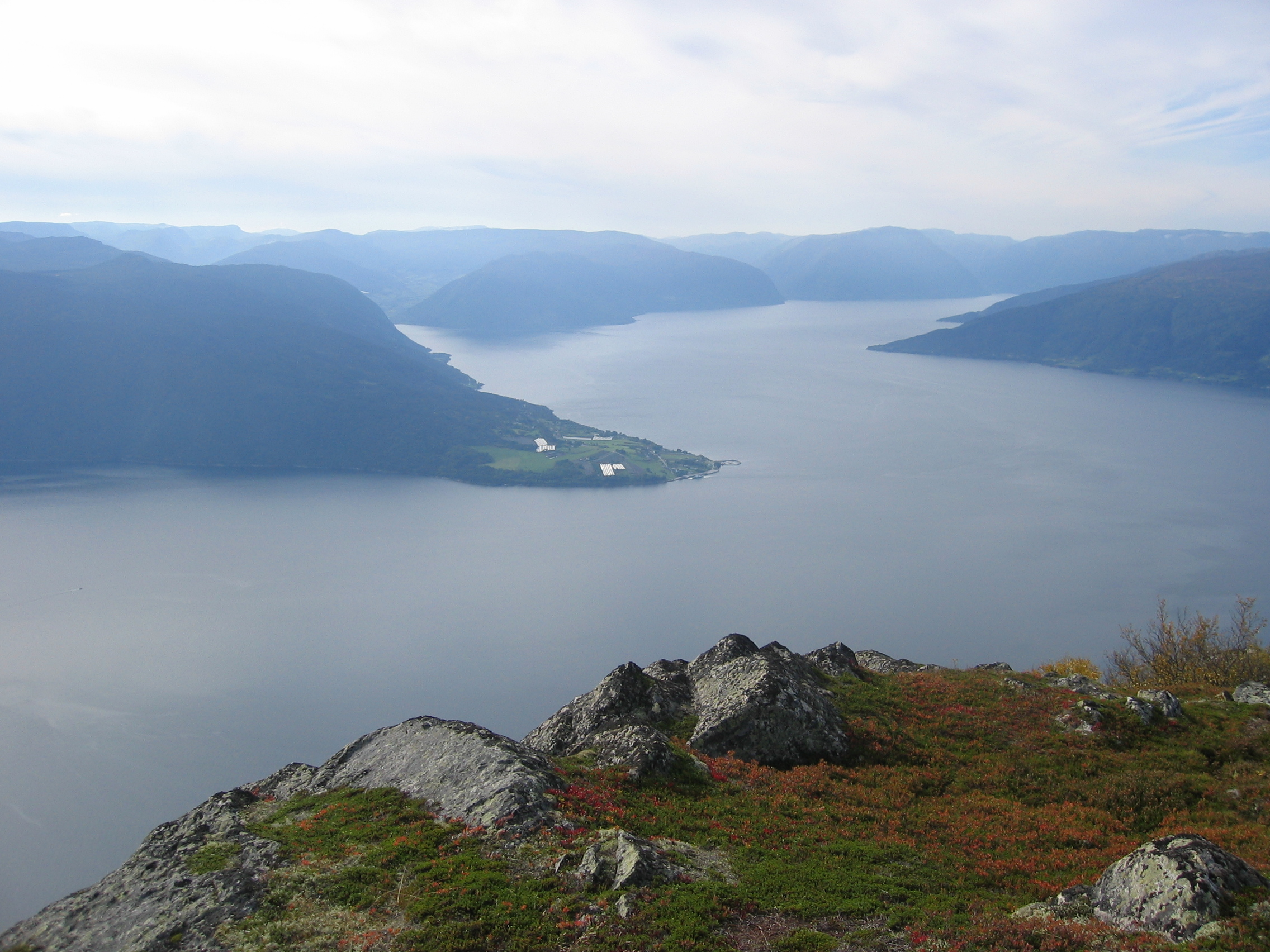
Vista del fiord prop de Vangsnes.

El fiord se situa a través de molts municipis: Solund, Gulen, Hyllestad, Høyanger, Vik, Balestrand, Leikanger, Sogndal, Lærdal, Aurland, Årdal, i Luster. El fiord de Sogne arriba a una profunditat màxima de 1.308 metres sota el nivell del mar, i la profunditat més gran es troba terra endins: prop de la seva desembocadura el fons ascendeix abruptament cap a un sill de prop de 100 m de profunditat sota el nivell del mar. A prop de la seva desembocadura, la part inferior s'eleva bruscament a un travesser aproximadament de 100 metres sota el nivell del mar. El llit marí del fiord està coberta per uns 200 metres de sediments que s'han anat acumulant al llarg dels segles. El fiord arriba fins als 6 km d'amplada, i l'amplada mitjana de la branca principal del fiord de Sogne és d'uns 4,5 quilòmetres. Els penya-segats que envolten el fiord aconsegueixen una altura des de l'aigua de 1000 m, i fins i tot més.
L'extrem interior del fiord de Sogne es localitza al sud-est de la serralada de Jotunheimen, que arriba als 2.000 metres sobre el nivell del mar i és coberta per la Jostedalsbreen, la glacera més gran de l'Europa continental. Per tant, el clima de l'extrem interior del fiord de Sogne i les seves branques no és tan humit com a la costa exterior, a conseqüència de les altes muntanyes que l'envolten. La serralada d'Hurrungane, a l'extrem oriental del fiord, arriba als 2.400 msnm. Diversos rius desemboquen al fiord i li porten aigua dolça, amb una popular crescuda del cabal al juny a causa del desglaç. La boca del fiord està envoltat de moltes illes, com ara Sula, Losna, i Hiserøyna.
El volum de Sognefjorden incloent totes les branques és d'uns 500 km³, mentre que el volum total de roca erosionada per glaceres de tot el sistema de Sognefjord i les valls adjacents és aproximadament de 4000 km³.

### Branques

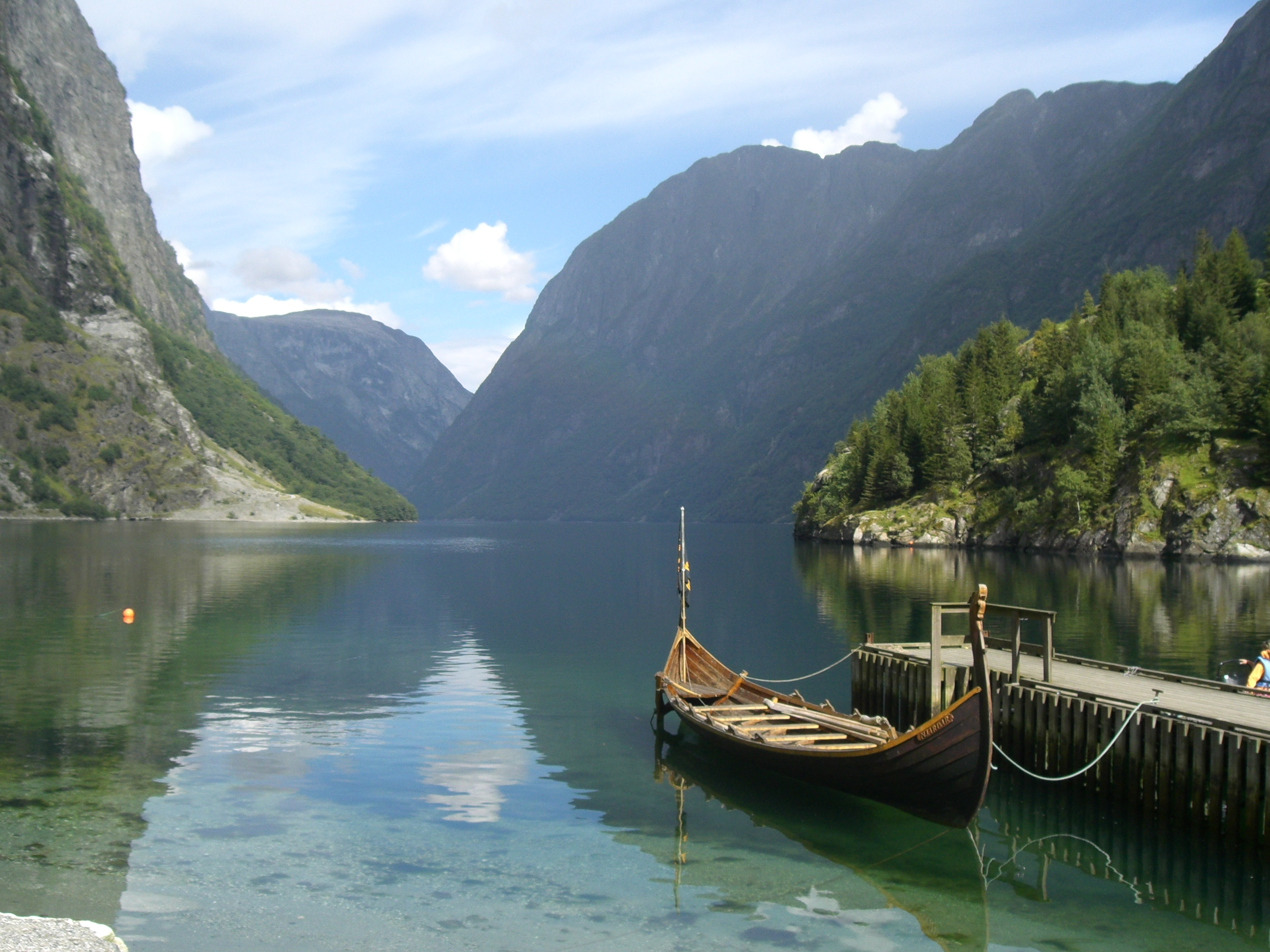
Vista del Nærøyfjord des de Gudvangen, una branca del fiord de Sogne declarada Patrimoni de la Humanitat per la UNESCO.

Hi ha molts fiords més petits que es ramifiquen del fiord principal: Sognesjøen (35 km), Lifjorden (6 km), Høyangsfjord (8 km), Arnafjord (8 km), Esefjord (4 km), Fjærlandsfjord (27 km), Sogndalsfjord (21 km), Aurlandsfjord (29 km), Nærøyfjord (Patrimoni de la Humanitat), Lærdalsfjord (9 km), Årdalsfjord (16 km) i Lustrafjord (42 km).

### Lustrafjordn
El braç més intern del fiord de Sogne es diu Lustrafjord, situat al municipi de Luster. Al seu extrem, es troba el poble de Skjolden, que és un punt d'accés al Parc Nacional de Jotunheimen. En èpoques anteriors, el transport entre Bergen i l'interior del país escandinau va ser en vaixell entre la gran ciutat i Skjolden i des d'allí el viatge continuava per un camí simple a través de les muntanyes, o en vaixell cap a Lærdal i a través del pas de muntanya de Valdres (ara la ruta europea E16).

## Turisme

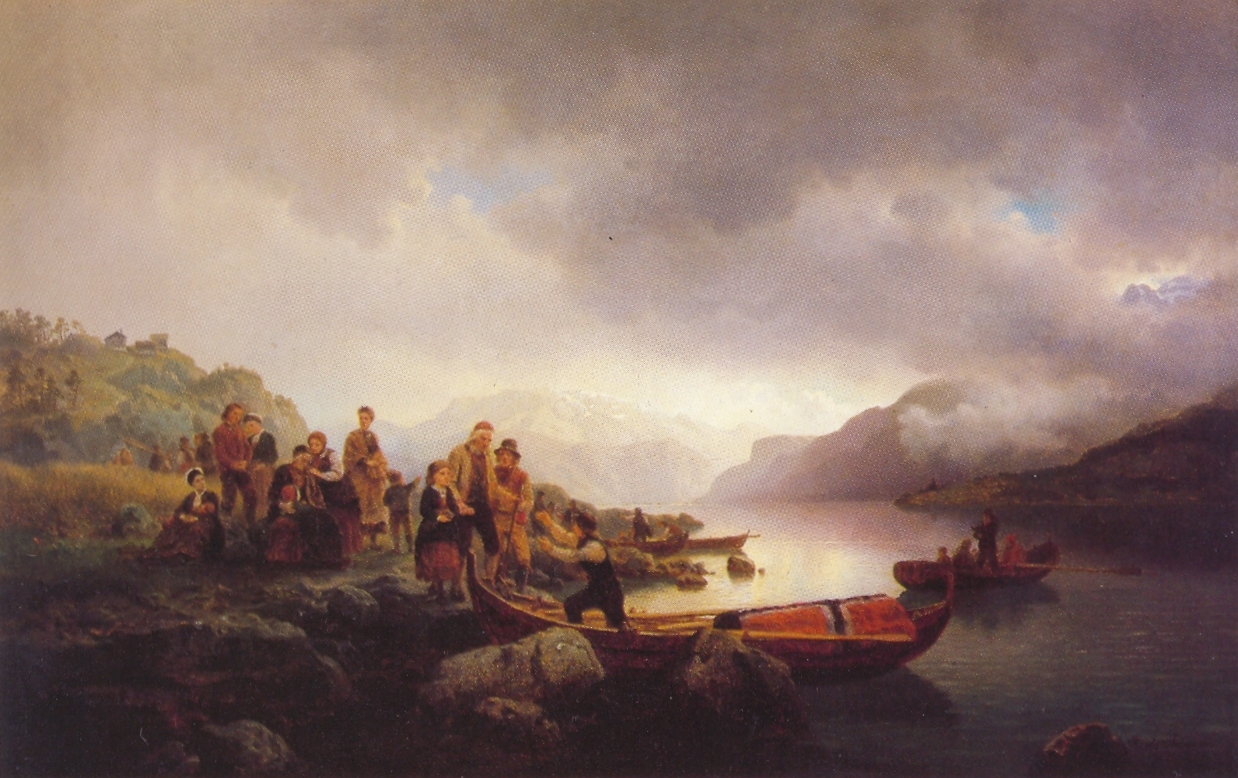
Una pintura feta el 1853 que mostra el fiord de Sogne, per Hans Gude i Adolph Tidemand.

Els vaixells connecten els assentaments al llarg del fiord i els seus braços. Els pobles més grans situats a la riba del fiord i les seves branques són Leirvik, Ytre Oppedal, Vadheim, Høyanger, Vikøyri, Balestrand, Hermansverk, Sogndalsfjøra, Gudvangen, Flåm, Aurlandsvangen, Lærdalsøyri, Årdalstangen, Gaupne i Solvorn. Gudvangen es troba al costat del Nærøyfjord, una branca del fiord que destaca especialment per la seva naturalesa intacta i un escenari espectacular, ja que en el seu punt més estret té només 300 m d'amplada. De fet, el Nærøyfjord està declarat Patrimoni de la Humanitat per la UNESCO. Des del poble de Flåm, el ferrocarril de Flåm puja 864 metres fins a l'estació de Myrdal, a una distància de només 20 quilòmetres -es tracta de la pujada d'un tren sense cap tipus d'ajuda més escarpada del món-.
Al voltant de l'extrem interior del fiord, han subsistit tres de les famoses esglésies de fusta de Noruega: Kaupanger, Urnes i Borgund (a 30 quilòmetres del fiord a través de la vall de Lærdal).
El Sognefjord Span (línia elèctrica) creua el fiord amb un espai de 4.597 metres. Es tracta del segon lapse de línies d'energia més llarg del món. El fiord s'ha convertit en una atracció turística amb els turistes d'estiu que s'han convertit una part important de l'economia local.

## Galeria

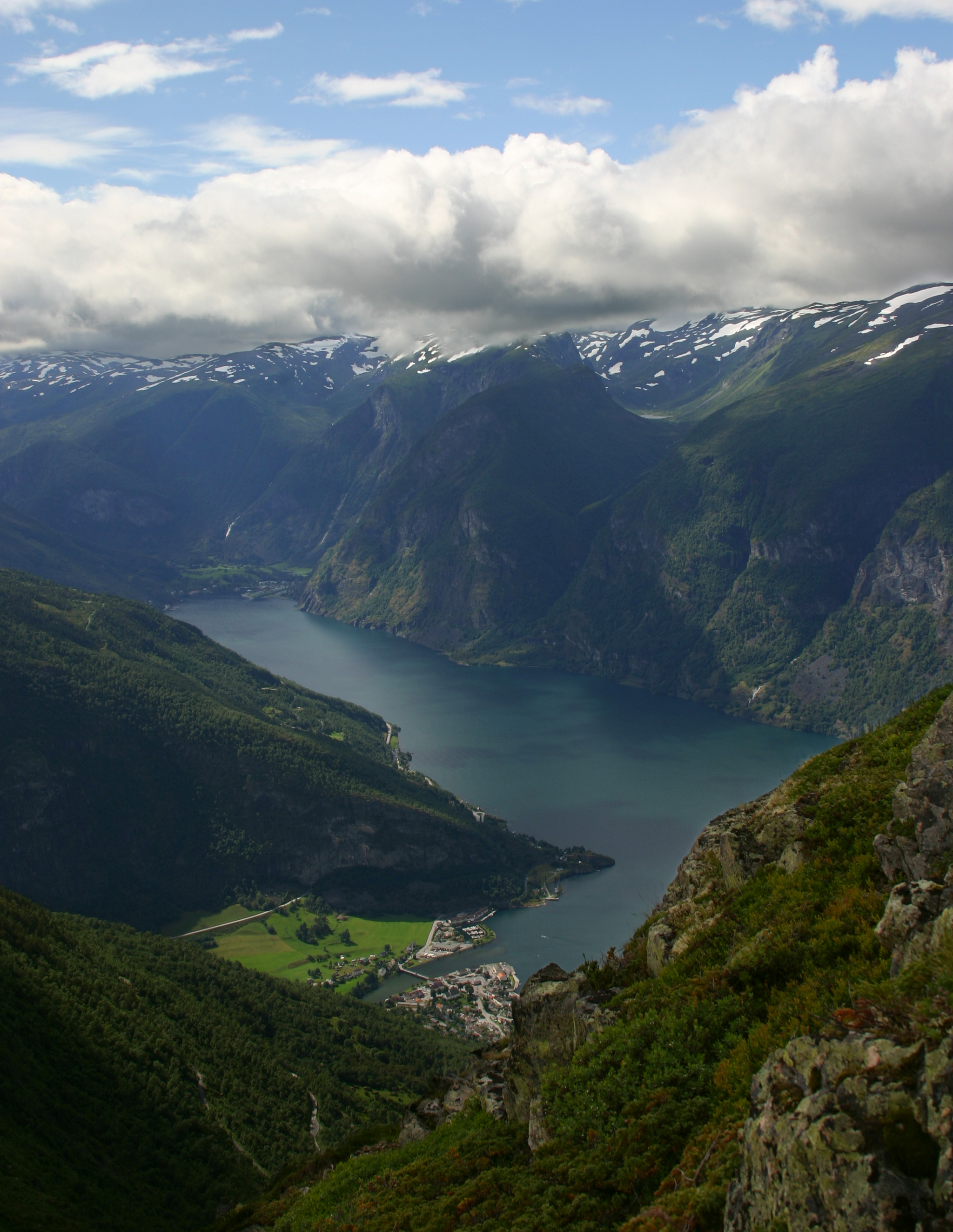
Aurlandsfjord (part del Sognefjord), Aurlandsvangen i Flåm des de Prest
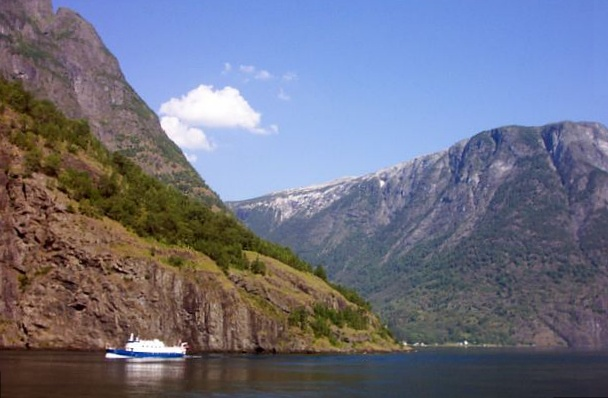
Nærøyfjord
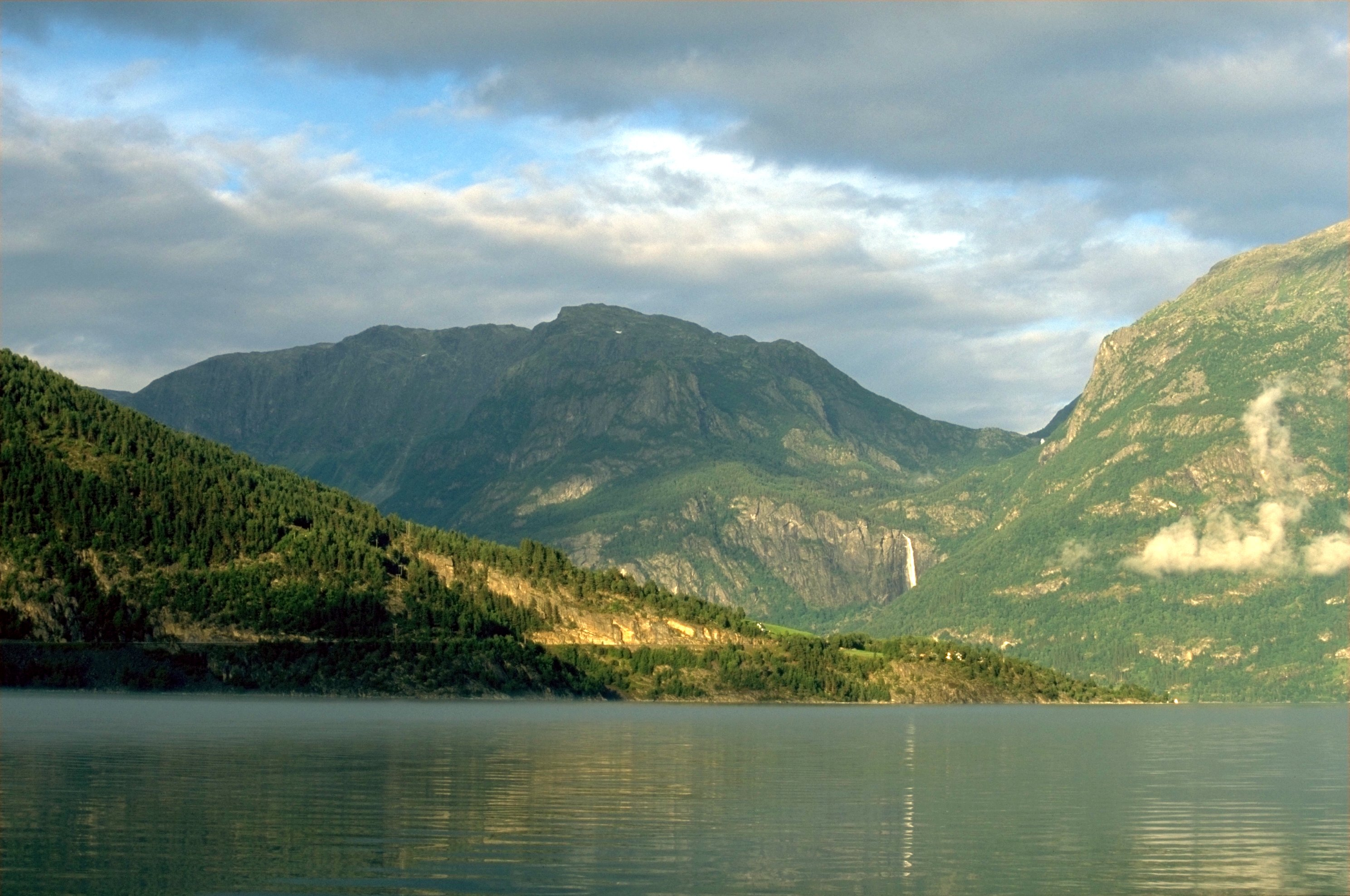
El Sognefjord